# Phyllobrotica physostegiae
Phyllobrotica physostegiae är en skalbaggsart som beskrevs av E. Riley 1979. Phyllobrotica physostegiae ingår i släktet Phyllobrotica och familjen bladbaggar. Inga underarter finns listade i Catalogue of Life.